# فيليانو
فيليانو (بالإيطالية: Filiano)‏ هي بلدية في مقاطعة بوتنسا في إقليم بازيليكاتا الإيطالي.

## السكان
في سنة 1861 بلغ عدد السكان 1٬228 نسمة، وتطور العدد ليصل في سنة 2015 لـ 2٬989 نسمة.
يظهر هذا المخطط البياني تطور النمو السكاني لـ فيليانو